# Aarhus Telefonselskab
Aarhus Telefonselskab A/S blev dannet af kunstsmedemester og senere formand for Aarhus Håndværkerforening i Aarhus J.M. Chr. Larsen og bygnings- og brandinspektør Springborg.
I september 1882 anmodede Larsen og Springborg byrådet om tilladelse til at anbringe telefonledninger over byen, for ”…at delagtiggjøre Aarhus By i det Gode, som en telefonist Forbindelse mellem Autoriteterne, Banegaarden, Dampskibsexpedetionerne, Børsen, Bankerne, de større handlende, Fabrikanterne og Haandværkerne, Riis Skov og Landliggerne er, agte vi undertegnede, hvis et tilstrækkeligt stort Antal Abonnenter tegne sig, endnu i indeværende Efteraar at paabegynde Anlægget af en Centraltelefonstation med dertil hørende Ledning”.
Abonnenterne skulle betale 125 kr. årligt (dette blev dog hurtigt nedsat til 75 kr.). Til gengæld ville Larsen og Springborgs telefonselskab opsætte de nødvendige telefonledninger, udlåne et telefonapparat, samt stå for alle eventuelle reparationer. Abonnenten måtte binde sig for fem år, men kunne så til gengæld benytte tjenesten hver dag fra 8 morgen til 8 aften, hvor centralstationen havde åbent.
1. juli 1883 kunne 61 abonnenter for første gang tage deres nye kaldeapparat i brug. Blandt de første abonnenter og aktietegnere var prominente aarhus-borgere som købmændene Langballe og Baune, overretssagfører Kier og bankdirektør Jens Christian Seidelin.
Alle kommunale telefoner blev tilknyttet en telefoncentral på politistationen, der havde til huse på rådhuset - i dag Kvindemuseet. Brandinspektør Springborg havde tidligt set muligheden i at erstatte trommer og kirkeklokke med telefonen i forbindelse med brandalarmering, og derfor havde telefoncentralen på politistationen døgnåbent. Den anden telefoncentral fik lokaler på øverste sal hos Hotel Skandinavien på Skt. Clemens Torv.

## En ny centralbygning
I 1890 kunne Telefonselskabet tage en centralbygning - tegnet af arkitekt Carl Lange - i brug, bygget på grunden bag Søndergade 4-6. På bygningens anden sal fandtes centralbordene, hvorfra telefonledningerne blev ført op til samlingstårnet, der var en stor stålkonstruktion ovenpå bygningen.
Ved indvielsen i 1890 bragte Aarhus Stiftstidende følgende reportage fra centralbygningen: ”… Hvis man ønsker at blive Vidne til Travlhed … gives der intet bedre Sted at modtage et saadant Indtryk en paa Aarhus Telefoncentral. Og hvis man … undertiden eller maaske ofte har gjort Erfaring i Retning af Utaalmodighed eller Pirrelighed naar Apparatet ringede, bør man ikke forsømme at gaa op paa Centralstationen. Her ringer det uafladeligt, monotone Klappers Fald og kontrollerende Nøglers Flytning lyder uafbrudt, ledsaget af et velmenende ”Klar”, et ”Hallo” og undertiden en stille Latter. Det sidste et umiskendeligt Tegn paa at der er en i Telefonen, der er ugalant, ja, paa den Maade optager de flittige Damer Brøsighed og Ubehageligheder … Ethvert Vagthold har en Arbeidstid af 6 Timer, men det maa utrykkeligt bemærkes, at det ikke er Normalarbeide, under hvilket man har Tid til at ofre Pynt eller Frisure overflødige Tanker.”

## Jydsk Telefon dannes
I maj 1889 udvidede Aarhus Telefonselskab med forbindelser til både Odder, Horsens og Kolding. I 1895 kunne man telefonere så langt som til København. For at fremme udbygningen af telefonnettet og undgå en statslig overtagelse gik Aarhus Telefonselskab i slutningen af 1895 sammen med en række andre mindre telefonselskaber og dannede Jydsk Telefonselskab. Selskabet fik hovedsæde i Aarhus og overtog Aarhus Telefonselskabs bygning, samtidigt med at det også lejede sig ind i det nyopførte Clemensborg.